# Bartholomä Herder

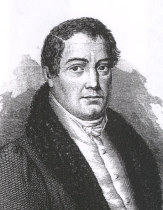
Bartholomä Herder

Bartholomä Herder (* 22. August 1774 in Rottweil; † 11. März 1839 in Freiburg im Breisgau; auch: Bartholomäus Herder) war der Gründer des nach ihm benannten Verlages.

## Leben

### Schulbuchhändler in Rottweil
Der 1774 in der schwäbischen Stadt Rottweil geborene Bartholomä Herder war der Gründer des noch heute in Freiburg ansässigen Herder Verlags. Von seinen Eltern für den geistlichen Beruf bestimmt, fasste er schon als Schüler der Klosterschule des Benediktinerstiftes St. Blasien und anschließend als Student der Philosophie an der Universität Dillingen, wohl weil er negative Erfahrungen gemacht hatte, den Plan, „ein gelehrter Buchhändler zu werden, um vermittelst des Buchhandels durch Verbreitung guter Schriften in das Leben einzugreifen“.
Folgerichtig eröffnete er, anfangs recht erfolgreich, in Rottweil eine Schulbuchhandlung zusammen mit seinem Bruder Andrä und in Gemeinschaft mit Johann Nepomuk Spreng eine Druckerei. Auf dieses sein Gewerg hin ersuchte er den Rat der Stadt, die ehrsame Bürgerstochter und Jungfrau Johanna Burkardthin ehelichen zu dürfen. Diesem Antrag stimmte der Stadtrat zu, lehnte aber, noch ganz im Zunftdenken verhaftet – Herder hatte keine Buchdruckerlehre absolviert – sein Gesuch ab, eine eigene Druckerei einzurichten.

### Im Dienst des Konstanzer Fürstbischofs
Da hatte der 26-Jährige vom Krämergeist seiner Vaterstadt genug und schickte im Jahre 1800 dem Konstanzer Fürstbischof, dem Reichsfreiherrn Karl Theodor von Dalberg ein Memoire: Wie durch den Buchhandel am einflußreichsten auf die Bildung der Geistlichen und das Schulwesen eingewirkt werden könne. Herder strebt an, „Liebe zur Literatur unter dem Klerus zu verbreiten und gute Schriften unter das Volk zu bringen“.
Von Dalberg seinerseits wollte die Bildung der Geistlichen verbessern, „um der moralischen Verwilderung ebenso wie der einseitigen und eben darum gefährlichen Verstandeskultur auf eine wirksame Weise entgegenzuarbeiten“. Gleichzeitig soll der Klerus befähigt werden, „leichter und zufrieden die Last der Beschwernisse zu tragen, welche von dem Berufe und Amte des Geistlichen unzertrennlich“.
So kam Herders Eingabe im rechten Moment, von Dalberg war so beeindruckt, dass er auf deren Rand notierte, „anstatt eines Hofbuchführers in dem Seminarium selbsten eine Buchdrukerey und Verlag … als eine Quelle zwekmäsiger Einnahmen“ zu errichten. So bestellte er im November 1801 den jungen Herder als Hofbuchhändler in seine Meersburger Residenz, „dahier eine Buchdruckerei anzulegen und den Bücherhandel damit zu verbinden“. Als Herausgeber am fürstbischöflichen Hof waren die ersten Veröffentlichungen des Herder-Verlages naturgemäß religiöser Natur wie etwa Wessenberg's Archiv für pastorale Conferenzen in den Landkapiteln des Bisthums Constanz, das in monatlichen Heften von 1802 bis 1827 erschien.
Es war eine turbulente Zeit. Napoleon hatte 1800 mit seinem Sieg bei Marengo die Habsburger aus Oberitalien gedrängt und im Frieden zu Lunéville alle linksrheinischen deutschen Territorien Frankreich einverleibt. Zur Frage der anstehenden Entschädigung der westlich des Rheins depossedierten deutschen Fürsten ließ von Dalberg, seit 1802 Fürstbischof in Mainz, bei Herder anonym eine Flugschrift drucken, doch das Papier war Makulatur, bevor es erschien. Im Reichsdeputationshauptschluss von 1803 wurde im Zuge der Säkularisation das Erzbistum Mainz aufgelöst; die Residenz Meersburg fiel zusammen mit den Ländern des Hochstifts Konstanz an die Markgrafschaft Baden. Damit verlor Herder den wesentlichen Teil seiner Lebensgrundlage.

### Übersiedlung des Herder Verlags nach Freiburg
Im Jahre 1808 siedelte Herder nach Freiburg über, das 1805 nach der vernichtenden Niederlage Österreichs bei Austerlitz im Dritten Koalitionskrieg als habsburgischer Besitz zusammen mit dem Breisgau an das inzwischen zum Großherzogtum beförderte Baden gekommen war. In Freiburg gab es damals bereits die privilegierte städtische Buchhandlung Wagner, doch die Universität war an einem Verlag „für die Bedürfnisse der höheren Studien“ interessiert. In der großherzoglichen Genehmigung für die Niederlassung Herders in Freiburg als akademischer Buchhändler war demgemäß „auf die Ausübung des Buchdruckereigewerbes und den Verkauf der Normal- und Trivialschulbücher zu verzichten“. Für Herder jedoch waren Verlag, Druck und Buchhandel untrennbar und so mietete er für 200 Rheinische Gulden Jahrespacht die Buch- und Kupferdruckerei der Universität, die aus dem Kloster St. Blasien stammte und die der Großherzog nach dessen Aufhebung der Freiburger Hochschule überlassen hatte. 
Herder baute seinen Verlag zügig aus, indem er neben religiösen Schriften in der neuen Umgebung der Universität vor allem geschichtliche Werke herausbrachte. So erschien 1810 J. A. Mertens Geschichte der Deutschen von der ältesten Zeit bis zum Jahre 1800 und 1811 das vierbändige Werk von J. G. von Pahl Herda, das Erzählungen und Gemälde aus der deutschen Vorzeit für Freunde der vaterländischen Geschichte enthielt. 
In der napoleonischen Zeit standen Buchhändler bei den gehobenen Bürgerschichten in hohem Ansehen, denn bei ihnen konnte man die raren und teuren Bücher und Zeitschriften einsehen. Eine weit angenehmere Möglichkeit der Lektüre boten jedoch die so genannten Lesegesellschaften, die, um den Bildungshunger der Bürger zu befriedigen, zur gleichen Zeit überall in deutschen Landen entstanden. Als Herder nach Freiburg kam, hatten dort im Jahr zuvor der badische Hofkommissar Karl Wilhelm Ludwig Friedrich Drais Freiherr von Sauerbronn, der Dichter Johann Georg Jacobi und der Staatsrechtler Karl von Rotteck die Freiburger Lesegesellschaft gegründet. Diese wurde von Herder kräftig unterstützt, indem er dort Neuerscheinungen zur Ansicht auslegte, „um potentielle Käufer der Unannehmlichkeit zu überheben, entweder durch vielversprechende Titel oder durch parteiische Recensionen über den Werth der Bücher getäuscht zu werden“. 
Als Verleger erweiterte Herder sein Sortiment ständig, wobei synergetische Effekte nicht ausblieben, als er in den Jahren 1812 bis 1827 die neunbändige Allgemeine Geschichte vom Anfang der historischen Kenntniss bis auf unsere Zeiten seines Freundes und Lesegesellschaftsmitglieds Karl von Rottecks veröffentlichte. Das Werk wurde für eine ganze Generation des gebildeten und liberalen Bürgertums zum Evangelium und erlebte bis 1840 vierzehn Auflagen.

### Als Verleger im Befreiungskrieg
Im Jahre 1813 bekam Herder im Hauptquartier der Alliierten den Auftrag, die „Teutschen Blätter, wie selbe bis jetzt bei Herrn Brockhaus in Altenburg und Leipzig erschienen sind, ferner fortzusetzen, mit der Bedingung jedoch, daß selbe, wie bisher, der k.k. österreichischen Censur unterzustehen haben“. Als er in Begleitung Metternichs mit der Invasionsarmee gegen Napoleon als Direktor der königlich-kaiserlichen Feldpresse 1815 in Paris einzieht, gerät Herder mitten ins Zeitgeschehen. Bei den Friedensverhandlungen vor Ort und später beim Wiener Kongress übernimmt er auch diplomatische Aufgaben. Darüber vernachlässigt er seine unternehmerische Tätigkeit nicht und gründet in den beiden Hauptstädten Verlagsfirmen. Daneben erwirbt er 1817 die Hofdruckerei in Karlsruhe und damit den Verlag des Badischen Regierungsblattes. 

### Gründung eines „Kunstinstituts“ in Freiburg
Nach dem ersten Pariser Frieden begegnete Herder dem steigenden Bedarf im Druckgewerbe an Lithographen, Stahl- und Kupferstechern mit der Gründung eines Kunstinstituts in Freiburg. In einem Brief an das badische Innenministerium rühmte sich der Verleger: 

„Der aufmunternde Beifall des in- und ausländischen Publikums, der dieses Unternehmen begünstigte, veranlaßte die Erweiterung meines Instituts, in welches ich geschickte Zeichner und Kupferstecher engagierte, und durch Aufnahme armer, aber fähiger Knaben aus verschiedenen Gegenden des Schwarzwaldes mir eigene Zöglinge verschaffte, die ich in den erforderlichen Wissenschaften auf meine Kosten fortwährend unterrichten lasse.“

In einer Zeit, in der die soziale Not im Schwarzwald besonders groß war, ließ Herder 15- und 16-jährige junge Männer zu Zeichnern und Kupferstechern ausbilden und gewährte ihnen dabei Kost und Logis. Mehr als 300 Schüler verließen im Laufe der Jahre die Freiburger Schule. Am bekanntesten wurden Franz Xaver Winterhalter sowie sein Bruder Hermann Winterhalter. Auch Herder selbst profitierte von seiner Einrichtung, als er die Heiligen Schriften des Alten und Neuen Testamentes in je 100 biblischen Kupfern dargestellt in seiner neuen Verlagsfirma Herdersche Buch- und Kunsthandlung herausbrachte. Zwischen 1825 und 1827 entstand eine Systematische Bildergalerie zur Allgemeinen deutschen Real-Encyclopädie mit rund 4000 Abbildungen auf 226 lithographischen Tafeln. Diese Bilder-Galerie stellte eine Ergänzung zu den bekannten, damals noch unbebilderten Konversationslexika, dem Brockhaus und dem Meyer, dar und erlebte bis 1839 sechs Auflagen und eine Übersetzung ins Französische.

### Bemühungen um die Kartographie
Bei seinen Reisen nach Paris und Wien lernte Herder die hervorragenden Erzeugnisse der französischen Kartographie kennen, die mit zum Erfolg der napoleonischen Feldzüge beigetragen hatten. Er gliederte um 1820 dem Kulturinstitut eine Geographisch-topographische Abtheilung an mit der gigantischen Aufgabe, einen General-Atlas der ganzen Welt in 30 und einen Atlas Europas in 100 bis 204 Blättern im Maßstab 1:500.000 herauszubringen. Zur besseren Übersichtlichkeit der Karten – Ortsnamen und Straßen wurden in rot gedruckt – wagte sich Herder an eine zweifarbige Lithographie. Die Investitionen und der Arbeitsaufwand des Projekts überstiegen die Möglichkeiten des Verlages und es kam zu Verzögerungen bei der Auslieferung der Kartenblätter. Die Kosten des Unternehmens drohten aus dem Ruder zu laufen. Da erhielt Herder in höchster Not einen Regierungsauftrag. Dieser umfasste im Zuge der Rheinregulierung von Basel bis Mannheim eine Rheingränz-Carte in 19 Blättern im Maßstab 1:20.000. 
Doch die finanzielle Lage blieb weiterhin angespannt. Herder hoffte auf staatliche Unterstützung und schickte an beide Kammern des badischen Landtags Proben seiner Arbeit. So kam es zu einer Empfehlung des Abgeordneten Karl von Rotteck „mit dem allgemeinen Wunsch“ seiner Kollegen an die badische Regierung „sie möchte vielleicht die dem Staate wohlthätigsten, die von irgendeinem Privatmanne in unseren Landen gegründet wurden, durch ihre eigene Unterstützung anerkennen“. Zwar erhielt Herder einen Orden und auf zwölf Jahre den Auftrag, das Staats- und Regierungsblatt zu verlegen, doch ein direkter finanzieller Zuschuss blieb aus. Unter diesen Umständen stellten der endlich fertiggestellte Woerls Atlas von Central-Europa in 60 Blättern im Maßstab 1:500 000 und der ebenfalls von Professor Wörl gezeichnete Atlas von Südwestdeutschland mit 48 Blättern eine große Leistung dar. Noch in den Kriegen von 1859, 1864, 1866 und 1870/71 mussten diese genauen Karten eine große Hilfe gewesen sein, denn es „werden ausgeliefert im April 1871 im ganzen über 200.000 Blatt von Frankreich und mehr als 400.000 Stück des Plans von Paris“.

### Das Erbe

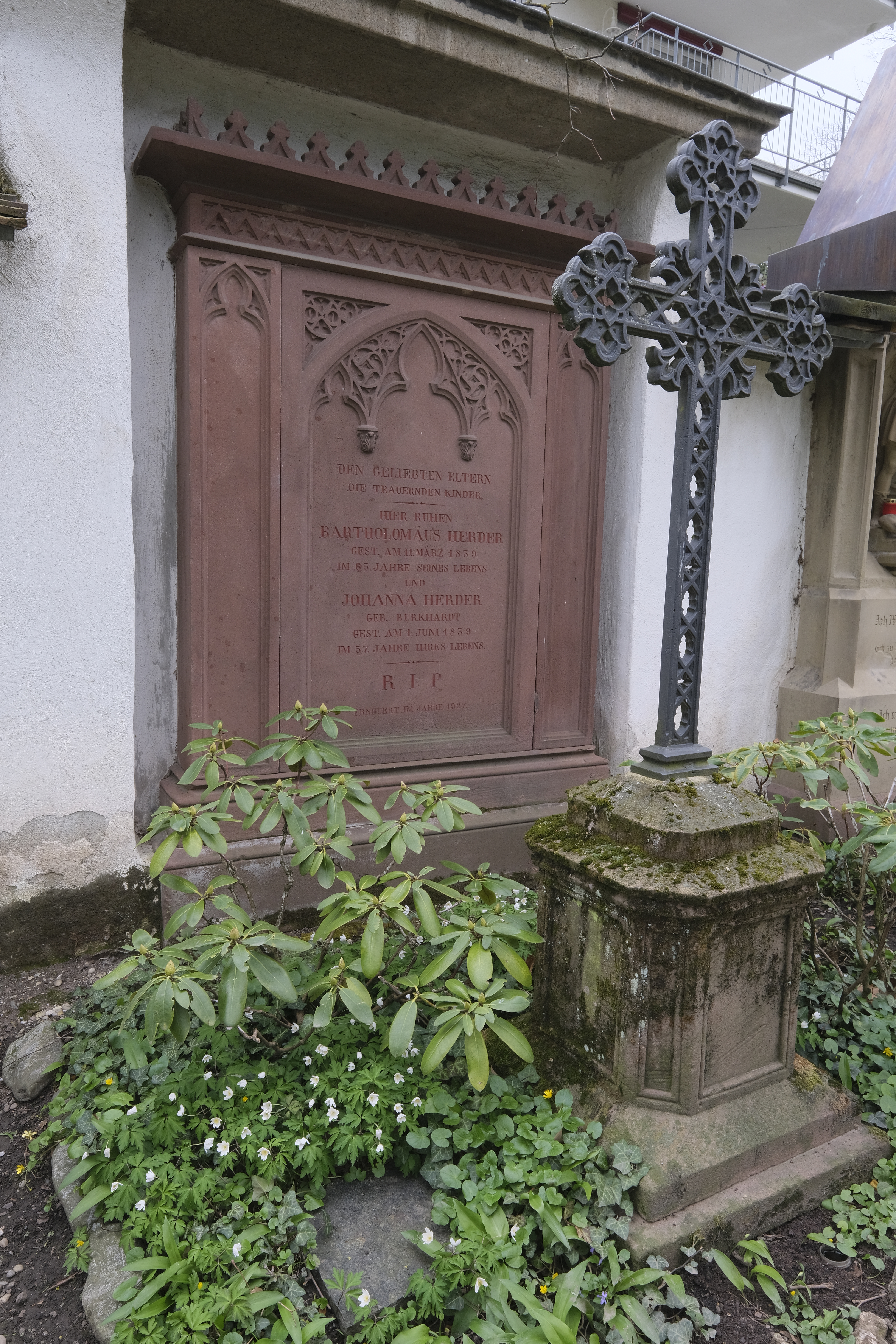
Grab auf dem alten Friedhof in Freiburg im Breisgau

Beim Tode Bartholomäus Herders im Jahre 1839 zeichnete sich der Verlag durch ein breit gefächertes Programm aus, das weit über die ursprünglich religiöse Zielrichtung hinausging. Herders Grab und das seiner Frau Jeannette befinden sich in Freiburg auf dem Alten Friedhof. Die Söhne Karl Rafael und Benjamin führten und deren Nachkommen führen die Arbeit des Gründers bis heute fort.